# Фенетика

## Загальні визначення
Фенетика, або цифрова таксономія чи таксиметристика - система класифікації живих організмів, що базується на їхній загальній подібності, звичайно за морфологічними або іншими критеріями, придатними до прямого спостереження, але не бере до уваги філогенетику організмів та їхні еволюційні взаємовідносини.
Фенетика у великій мірі була витіснена кладистикою, особливо в області досліджень, пов'язаних з еволюційними взаємовідносинами між видами. Тим не менше, деякі фенетичні методи, такі як споріднено-поєднувальний (neighbor-joining), використовуються в кладистиці, як прийнятного ступеня наближення до філогенетичної структури у випадках, коли точніші методи, такі як Баєсове наближення (Bayesian inference) є занадто складними для прорахунку.
Фенетичні методи включають в себе численні форми кластеризації та класифікації. За допомогою цих методів стає можливим витончене редукування варіативності організмів до вигляду, що підлягає логічній класифікації. На практиці це означає дослідження десятків варіацій деяких ознак, і їхню візуалізацію у вигляді дво- та тривимірних графіків. Найважливішим концептуальним завданням фенетики є знаходження коректного балансу між втратами інформації в процесі описаного спрощення та узагальнення, та легкості і очевидності інтерпретації вихідних графіків.

## Відмінності від кладистики
Фенетика не бере до уваги різницю між плезіоморфами - ознаками, що успадковані від попередникового організму (і тому філогенетично неінформативні) - та апоморфами - ознаками, які еволюціонували в одній чи кількох із груп організмів, що походять від загальної попередникової форми. Таким чином, фенетика потенційно зазнає небезпеку помилки при наявності конвергентної еволюції та адаптивної радіації в досліджуваних групах. Типовою помилкою при фенетичному аналізі є визначення як монофілетичних таких базових попередникових форм, що мають багато плезіоморф порівняно з еволюційно досконалішими нащадками.
Прикладом системної помилки фенетичного аналізу є його висновки стосовно співочих птахів. Вони можуть бути поділені на дві групи: воронові (Corvida), що мають багато прадавніх анатомічних рис в фенотипі та генотипі, та горобцевих (Passerida), котрим притаманні еволюційно новіші риси. Але лише друга група являє собою сукупність близько споріднених видів; перша складається з великої кількості еволюційно старих видів незалежного походження, котрі так само далеко слабко споріднені один з одним, як і з горобцевими. При фенетичному аналізі високий ступінь загальної подібності воронових дозволяє зробити висновок про їхню монофілетичність (як і у випадку горобцевих); але їхні спільні риси наявні серед попередників всіх співочих птахів. Тобто, тільки втрата цих попередникових прадавніх рис, а не їхня наявність, визначає, які з співочих птахів більш споріднені між собою, ніж з іншими видами цієї групи.
Тим не менше, фенетика та кладистика не обов'язково виключають використання одна одної. Узагальнюючи, можна сказати, що фенетика дає мало інформації щодо еволюційних взаємин між таксонами. Однак, види, виявлені за допомогою фенетики, можуть бути проаналізовані кладистичними методами, що дозволить отримати інформацію щодо їхніх еволюційних зв'язків.
Фенетичні методи можуть бути інформативнішими за кладистичні у тому випадку, коли тільки різниця між таксонами є важливою для аналізу, і при цьому ресурси для цифрових розрахунків обмежені. У випадку ж, коли важливою є еволюційна історія досліджуваних таксонів, у сучасній систематиці використовуються лише кладистичні методи.

## Сучасна фенетика
Можливо, найвищою точкою розвитку фенетики на теперішній час були дослідження, виконані за допомогою ДНК-ДНК гібридизації групою Чарльза Сіблі. Результатом дослідження стала опублікована в 1990 році так звана «Таксономія птахів Сіблі-Алквіста». Будучи дуже суперечливою на час публікації, вона, тим не менше, підтвердилася в деяких частинах у подальших дослідженнях інших вчених; але деякі її розділи були пізніше аргументовано спростовані.
Деяка кількість систематиків і зараз використовує фенетичні методи для досліджень на рівні окремих видів. Хоча кінцевою метою таксономічного дослідження є формування "дерева життя", що відтворює еволюційні взаємовідносини між таксонами, у польових дослідженнях часто постає завдання лише відрізнити один таксон від іншого, і в цьому випадку фенетичні методи є придатними для використання.
Використання фенетики в ботаніці є, порівняно з іншими біологічними дисциплінами, доволі широким (сучасні приклади фенетичних досліджень можна знайти в журналі Systematic Botany); тим не менше, завдяки ефектам горизонтального переносу генів, поліплоїдізації, генетичного дрейфу, та іншим характерним для рослин особливостям спадкування, фенетичні дослідження в ботаніці, окрім того, що в середньому дають менше інформації, є і менш захищеними від систематичних помилок, ніж кладистичний аналіз послідовностей ДНК.
Окрім того, на сучасному етапі багато прийомів фенетики запозичені вченими, що працюють в галузі екології угруповань.